# Messo comunale praticamente spione
Messo comunale praticamente spione è un film del 1982 diretto da Mario Bianchi (sotto lo pseudonimo di Alan W. Cools).

## Trama
A Bolsena arriva la bellissima dottoressa Selenia. Nel paese, in pieno clima preelettorale, il sindaco uscente, il democristiano Bianchi, è in conflitto con il comunista Rossi. Mentre si svolgono lotte senza quartiere il figlio del sindaco, Marco progetta di sposare Stefania, la figlia dell'acerrimo nemico di suo padre, tutti gli uomini del paese iniziano ad avvertire frequenti malori...

## Distribuzione
Il film è noto in Italia anche con i titoli Pierino aiutante messo comunale... praticamente spione e L'infermiera di campagna. Negli Stati Uniti è stato invece distribuito con il titolo Emmanuelle in the Country. La trama della pellicola non ha alcuna attinenza con il personaggio di Pierino interpretato da Alvaro Vitali anni prima né con la serie di Emanuelle nera.